# Ayakashi Triangle
Ayakashi Triangle (あやかしトライアングル?), también conocida de forma abreviada como AyaTri, es una serie de manga escrita e ilustrada por Kentaro Yabuki. Empezó su publicación en la revista Shūkan Shōnen Jump de Shūeisha el 14 de junio de 2020, y ha sido transferido a la revista en línea Shōnen Jump+ desde el 25 de abril de 2022. El manga está basado en el one-shot publicado por Yabuki el 9 de febrero de 2019 en la revista Shūkan Shōnen Jump, titulado REO x REO. Una adaptación de la serie al anime producido por el estudio Connect se estrenó en enero de 2023.

## Argumento
Matsuri Kazamaki es un chico perteneciente a un Clan de ninjas exorcistas; el Clan Kazamaki, y es heredero de dicho Clan por parte de su abuelo. Los clanes de ninja exorcistas se encargan de exorcizar a unas criaturas llamadas AYAKASHI, que son invisibles al ojo humano, y solo las pueden apreciar unas pocas personas especificas, pero que pueden causar disturbios y destrucción a su paso. Por otro lado, Suzu Kanade, la amiga de la infancia de Matsuri, por alguna razón también puede ver a los Ayakashi y de hecho, le gusta mucho jugar con ellos, aunque muchas veces termine metida en riesgos por confiar demasiado en ellos. Por eso Matsuri es quién se encarga de protegerla siempre de los problemas en los que se mete por culpa de confiar ciegamente en los Ayakashi. Un día, Suzu se encuentra con un Gato Ayakashi y empieza a jugar con él, hasta que ella y Matsuri se pelean porque a él no le gusta que juegue sin cuidado. Más tarde, el Gato Ayakashi se revela como "Shirogane", el Soberano Ayakashi, quién quiere devorar a Suzu por ser una "Sacerdotisa Ayakashi", y por lo tanto, un manjar para él. Hasta que es salvada por Matsuri  y éste sella los poderes de Shirogane en un pergamino, haciendo que este último no pueda usar a pleno su poder. No sin antes lanzarle una Técnica Cambia-Género a Matsuri, por lo que éste se transforma en una chica. A partir de ahora, la misión de Matsuri y Suzu será que Shirogane revierta la técnica, para que Matsuri pueda volver a ser un chico.

## Personajes

### Principales
- Matsuri Kazamaki (風巻 祭里, Kazamaki Matsuri)

 Seiyū: Shōya Chiba (chico) // Miyu Tomita (chica)
Es el/la protagonista de esta historia, en un principio, Matsuri es un chico de cabello rojo oscuro, pero debido a que fue víctima de la técnica de Transmigración de Género de Shirogane, el pasa a ser una chica de pelo plateado. Matsuri es una persona despreocupada en todo ámbito, pero muy responsable a la hora de actuar como NinjaExorcista, aparte de tener un gran talento para esto. Además, actúa de manera estricta en cuanto a proteger a su amiga Suzu, quién se preocupa profundamente por ella debido a su descuido en confiar de más con los Ayakashi. Cuando era pequeño, tenía miedo de los Ayakashi, pero gracias a Suzu, superó ese miedo, por lo que desarrolló una especie de admiración hacía ella, al igual que siente sentimientos románticos por ella. Aunque Matsuri no se de cuenta de ello, luego de que fuese transformado en mujer, cada vez esta adoptando un comportamiento, actitud, y personalidad más femenina, cosa que suele asustar a Suzu. Tiempo después, se revela que Matsuri es la reencarnación del Rey de Yamato.
- Suzu Kanade (花奏 すず, Kanade Suzu)

 Seiyū: Kana Ichinose
Es la Heroína de la historia. Suzu es una persona que ama jugar con los Ayakashi, a los cuales los considera adorables. Sin embargo, el hecho de que confíe tanto en ellos hace que se ponga a sí misma muchas veces en situaciones peligrosas. De hecho, dichas situaciones se deben a que ella es la "Sacerdotisa Ayakashi", un ser humano con un exceso de energía vital y que por ende, es considerada un manjar por los Ayakashi. Es la amiga de la infancia de Matsuri, y de hecho, ella está enamorada de él, incluso cuando este se transformó en una chica. Ama comer dulces, siendo sus padres dueños de una pastelería. Siempre actúa de manera responsable cuando se trata de ayudar a Matsuri a actuar como una chica. Ella, Matsuri, Lucy y Yayoi forman el grupo "Maravillas de la Naturaleza", cuando las cuatro se vuelven amigas más cercanas.
A diferencia de Matsuri, ella está del todo consciente de sus sentimientos por él, llegando a intentar avanzar en su relación (incluso de manera sexual), aunque nunca lo consigue. De vez en cuando suele sentirse celosa por la relación de Matsuri y Reo, que a diferencia de Suzu, ella no tiene dudas en aceptar románticamente a Matsuri siendo tanto hombre como mujer. También suele sentirse celosa de Ninokuru, que incluso teme de que ambos terminen siendo pareja, sin embargo, sus celos no van más allá de sentirse nerviosa y tener preocupaciones sobre ello.
- Shirogane (シロガネ)

 Seiyū: Tesshō Genda
Shirogane es el "antagonista" de la historia, es el "Soberano de los Ayakashi" y un Ayakashi con apariencia de un gato gordo y blanco, pero que en realidad se ve como una Gran Bestia Felina. Shirogane desea devorar a Suzu para aumentar su poder, pero cuando Matsuri sella sus poderes en un pergamino, se queda en su forma de Gato normal, por lo que desea recuperar ese pergamino y devorar a la Suzu a toda costa. Parece sentir celos de la relación que hay entre Matsuri y Suzu.

### Secundarios
- Yayoi Toba (鳥羽 弥生, Toba Yayoi):

 Seiyū: Haruka Tomatsu
Yayoi es una de las amigas de Suzu y Matsuri en el instituto. Es energética, alegre y algo ruidosa, sin embargo, es la más estudiosa de las "Maravillas de la Naturaleza". Le gusta mucho manosear a Suzu y Matsuri por sus pechos grandes, cosa que molesta a Matsuri. En un principio, ella piensa que a Matsuri no le cae bien, hasta que ambas aclaran sus emociones y continúan siendo amigas. Ni ella ni Lucy sabe que Matsuri es en realidad un chico. Sin embargo, después de que Yayoi fuera atacada por un ayakashi y rescatada por Suzu y Matsuri, este le revela que es un chico y que se convirtió en chica a causa de una maldición por proteger a Suzu. Yayoi se compadece de él y lo acepta como tal. Más adelante, Yayoi comienza a desarrollar sentimientos por Soga después de que éste la rescata de un ataque de ayakashi. Yayoi tiene la costumbre de acosar sexualmente a Suzu y a otras chicas, manoseando muchas partes de sus cuerpos en contra de su voluntad, a igual que Risa Momioka del manga To Love-Ru.
- Lucy Tsukioka (月丘 ルーシー, Tsukioka Lucy):

 Seiyū: Hina Kino
Lucy es una de las amigas de Suzu y Matsuri en el instituto. Es en parte extranjera y viene de una familia adinerada, ama lo sobrenatural y la cultura otaku, y aunque es algo tímida y callada, le gusta mucho fotografiar cualquier cosa y usar accesorios muy llamativos. Ni ella ni Yayoi sabe que Matsuri es en realidad un chico. Tras decirle la verdad a Yayoi sobre la situación de Matsuri y Suzu, los dos le dicen lo mismo a Lucy, quien se muestra escéptica tras la revelación.
- Sōga Ninokuru (二ノ曲 宋牙, Ninokuru Sōga)

 Seiyū: Shōya Ishige
Soga es un Ninja Exorcista del Clan Ninokuru, los cuales son conocidos por su tremenda velocidad. Soga conoció a Matsuri en una misión mucho antes de los acontecimientos al principio de la historia, donde lo subestima en un principio pero luego de ver sus habilidades lo convierte en su rival. Soga aparece por primera vez cuando se transfiere al instituto de Matsuri y Suzu, donde este busca matar a Shirogane, pero es detenido por Matsuri, al final, Ninokuru deja este asunto en sus manos.
Es una persona seria y muy fría, pero es tremendamente débil ante las mujeres (esto se debe a que fue utilizado como conejillo de indias por Reo para probar sus inventos), incluso Matsuri, al cual pese a saber que es un chico, tiene que recordar ese hecho en muchas situaciones para no ponerse nervioso ante ella, ambos tienen una buena relación, en donde incluso se ayudan mutuamente en algunas batallas. Siempre lleva consigo un Ayakashi como su compañero llamado Ponosuke, el cual, este trata a Ninokuru con mucho respeto y lealtad.
Ninokuru y Matsuri suele conversar mucho en los recreos del instituto, según Matsuri, Ninokuru es el primer amigo chico que ha tenido, por lo que es reconfortante y cómodo hablar con el. Aunque Ninokuru y Matsuri lo nieguen, la relación de ambos va avanzando poco a poco.
- Haya Ninokuru (二ノ曲 刃夜, Ninokuru Haya)

Haya es una aprendiz de ninja exorcista del clan Ninokuru y la hermana menor de Soga. Ella admira a su hermano mayor y lo idolatra. Haya quiere arreglar su única debilidad y hacer que no se ponga nervioso con las chicas. Al conocer a Matsuri, la ve como su futura cuñada.
- Ponosuke Ninokuru (二ノ曲 ポ之助, Ninokuru Ponosuke)

 Seiyū: Satomi Arai
Ponosuke es un ayakashi paloma humanoide que sirve al clan Ninokuru, trabajando directamente bajo las órdenes de Soga, a quien es profundamente leal porque Soga una vez lo salvó de ser devorado por un gato.
- Reo Korogi (香炉木 恋緒, Korogi Reo)

 Seiyū: Aya Yamane
Reo es una Ingeniera que trabaja en armas y trajes de combate Ninjaexorcista que trabaja en una Juguetería que lleva su familia. Es de la misma y edad y también, amiga de la infancia de Matsuri, al igual que de Ninokuru. Es una fetichista de los olores y está interesada en los olores de Suzu y Matsuri, llegando a invadir su espacio personal solo para olerlas. Ella le gusta trabajar con inciensos con efectos extraños e inventos mecánicos locos y raros. Actualmente está intentando fabricar un incienso para devolver a Matsuri a la normalidad (a petición de él). Pese a que está interesada en Matsuri, no tiene celos por parte de Ninokuru y Suzu, y más bien lo ve como una competencia divertida.
- Matoi Kazamaki (風巻纏, Kazamaki Matoi)

La madre de Matsuri, cabeza principal del Clan Kazamaki y líder de la Asociación de Exorcistas Ninja. Una mujer bien dotada de personalidad atrevida. Ella vivía en Tokio, pero tas enterarse de que tres ayakashi sellados por la anterior Sacerdotisa Ayakashi revivieron y que su hijo se convirtió en chica regresa a su ciudad natal, asumiendo la identidad de Ibuki Yamase (山瀬いぶき) una profesora de la clase de Matsuri. Según Matoi, la apariencia femenina de Matsuri es idéntica a ella cuando estaba en la secundaria, pero sus habilidades como ninja era superior. Ella secretamente apoya a Reo en su amor por Matsuri.
- Garaku Utagawa (歌川 画楽, Utagawa Garaku)

Garaku es un famoso pintor en el mundo humano, pero en realidad, él no es humano, sino un Ayakashi con apariencia humana que ha existido desde la Época Edo durante 150 años, y viaja por todo el mundo pintando cuadros, a Garaku solo le gusta pasar el tiempo pintando. Ama a los gatos, motivo por el cual es demasiado cariñoso con Shirogane en su forma de gato gordo, para molestia de este. Aunque al principio muestra un mistisísmo misterioso y sospechoso, más adelante se revela que él está enamorado de Mei Hirasaka, la anterior Sacerdotisa Ayakashi, que es la anterior vida pasada de Suzu y que vive dentro de ella. Por ello, tiene la misión de explotar el potencial de Suzu para que vuelva a ver a la Sacerdotisa Ayakashi, ya que se arrepiente de no poder haberlo hecho en su vida anterior. Al enterarse del regreso de Mei, se une a ella en su plan para acabar con la humanidad, convirtiéndose en un enemigo de Matsuri. Sin embargo, en realidad quería ayudar a Shadow Mei a reconciliarse con los humanos.
- Mei Hirasaka (比良坂命依, Hirasaka Mei)

Ella fue la médium ayakashi durante el período Edo y el interés amoroso de Garaku. Su apariencia era similar a Suzu, con la diferencia de que su cabello era más largo, tenía un lunar bajo su ojo izquierdo y un cuerpo bien dotado. Desde una edad temprana, había desarrollado sus habilidades como doncella ayakashi, pero fue despreciada y aislada de sus padres por los aldeanos. Aun así, continuó entrenando cómo usar su poder para vencer a los ayakashi que eran peligrosos para los humanos. Al ser una Médium Ayakashi, Mei intentó establecer la paz entre los ayakashis y los humanos. Durante un exorcismo para Chirizuka, conoció a Garaku quien se convertiría en su amigo. En un momento desconocido, Mei encerraría a 3 ayakashis que luego romperían el sello y terminarían escapando. Al final del período Edo, Mei fue secuestrada por los habitantes y usada como sacrificio para calmar las inundaciones que asolaban al pueblo, siendo arrojada al fondo del agua de un río. En sus últimos momentos de vida, Mei creó una sombra que permanecería oculta durante décadas.
- Shadow Mei (カゲメイ, Kage Mei)

Era originalmente un omokage que Mei creó accidentalmente en sus últimos momentos. Posteriormente se descubre que Shadow Mei es una de las 3 partes del alma del Médium Ayakashi, junto con Suzu y Kanade. Siendo una sombra de Mei en sus últimos segundos de vida, Shadow Mei maldijo a los humanos y quiere exterminarlos a toda costa. Su objetivo principal es obtener el cuerpo de Suzu para poder usar el verdadero poder del Médium Ayakashi. Con el paso del tiempo y al tener una relación con los humanos, Shadow Mei se adaptó a la sociedad y actualmente valora mucho a sus amigos.
- Sosuke Hinojiki (日喰 想介, Hinojiki Sōsuke)

 Seiyū: Yoshitsugu Matsuoka
Sosuke es un Jinyo nacido de un Ikon. Se presenta a Suzu como otro humano que puede ver a ayakashi y le pide que cure a uno de los heridos que encontró. Una vez que lo hace, Sosuke se come al ayakashi curado, revelando que todo fue un truco para probar el haku de Suzu y alimentarse de su poder, pero es derrotado por los esfuerzos combinados de Matsuri y Shirogane. Sin embargo, es revivido por Mei, convirtiéndose en un subordinado suyo. Más adelante, Matsuri logra librarlo del control de Mei, por lo que Sosuke decide tener una vida pacífica. Actualmente trabaja en la casa de Lucy como mayordomo.
- Snegúrochka (スネグーラチカ, Sunegūrachika)

Conocida como Rochka (ラチカ, Rachika), es una Ayakashi de origen ruso que viajó a Japón para derrotar a Suzu y convertirse en la reina de los ayakashi, pero la sinceridad de Suzu la conmovió y se rindió. Desde entonces se siente atraída por Suzu y está celosa de Matsuri. Rochka y Une se quedarían en la casa de Garaku por un tiempo hasta su traición, donde se mudarían a la casa de Kazamaki. Ella es capaz de controlar el hielo y la nieve, invocar a un golem y la habilidad para transformar cualquier ropa. Está basada en un personaje de cuentos de hadas rusos.
- Une (卯音, Une)

Es una ayakashi espejo que viaja con Rochka. Su verdadero nombre es Ungaikyo (雲外鏡, Ungaikyō). Une solía ser un espejo usado en el barrio rojo durante el período Edo. Muchos años después, Une conocería a Rochka con quien formaría una alianza para derrotar al Médium Ayakashi. Une logra encerrar a Suzu, Matsuri y Shirogane en el mundo espejo para que Rochka pueda derrotarlos pero al tratar mal a Rochka provoca un desastre que la hace perder el control. Al final, con la ayuda de Suzu, Une se reconcilia con Rochka y se hacen amigas. Días después, Une y Rochka se irían a vivir juntas con Garaku por un tiempo hasta su traición, provocando que ambas se mudaran a la casa Kazamaki.

## Contenido de la Obra

### Manga
Ayakashi Triangle está escrito e ilustrado por Kentaro Yabuki. Comenzó su serialización el 14 de junio de 2020 en la revista semanal Shūkan Shōnen Jump de la editorial Shūeisha, hasta el 18 de abril de 2022, donde fue transferido a la revista en línea Shōnen Jump+, donde se sigue publicando desde el 25 de abril del mismo año. Hasta el momento la serie se ha compilado en dieciséis volúmenes tankōbon.

#### Lista de Volúmenes
| N.º | Fecha de lanzamiento    | ISBN original          |
| --- | ----------------------- | ---------------------- |
| 1   | 2 de octubre de 2020    | ISBN 978-4-08-882505-2 |
| 2   | 4 de diciembre de 2020  | ISBN 978-4-08-882516-8 |
| 3   | 4 de marzo de 2021      | ISBN 978-4-08-882582-3 |
| 4   | 4 de junio de 2021      | ISBN 978-4-08-882682-0 |
| 5   | 4 de agosto de 2021     | ISBN 978-4-08-882732-2 |
| 6   | 4 de octubre de 2021    | ISBN 978-4-08-882790-2 |
| 7   | 4 de enero de 2022      | ISBN 978-4-08-882881-7 |
| 8   | 4 de marzo de 2022      | ISBN 978-4-08-883034-6 |
| 9   | 3 de junio de 2022      | ISBN 978-4-08-883148-0 |
| 10  | 2 de septiembre de 2022 | ISBN 978-4-08-883250-0 |
| 11  | 4 de noviembre de 2022  | ISBN 978-4-08-883363-7 |
| 12  | 4 de enero de 2023      | ISBN 978-4-08-883440-5 |
| 13  | 3 de marzo de 2023      | ISBN 978-4-08-883514-3 |
| 14  | 2 de junio de 2023      | ISBN 978-4-08-883545-7 |
| 15  | 4 de septiembre de 2023 | ISBN 978-4-08-883712-3 |
| 16  | 4 de diciembre de 2023  | ISBN 978-4-08-883802-1 |

### Anime
El 18 de diciembre de 2021, durante la Jump Festa 2022, se anunció una adaptación de la serie al anime. La serie es producida por el estudio Connect y dirigida por Noriaki Akitaya, con dirección asistente de Kei Umabiki, guiones escritos por Shogo Yasukawa, diseños de personajes a cargo de Hideki Furukawa y música compuesta por Rei Ishizuka. Se estrenó en enero de 2023. Crunchyroll obtuvo la licencia de la serie fuera de Asia.
El 22 de enero, se anunció que la serie estaría en pausa debido a la pandemia de COVID-19. El 27 de febrero, se anunció que los episodios 5 y 6 saldrían al aire el 7 y 14 de marzo respectivamente, pero se anunció que se anunciarán los detalles del episodio 7 y posteriores en una fecha futura. La serie reinició su transmisión a partir del 10 de julio.